# Iglesia de Santa Eulalia (Coya)

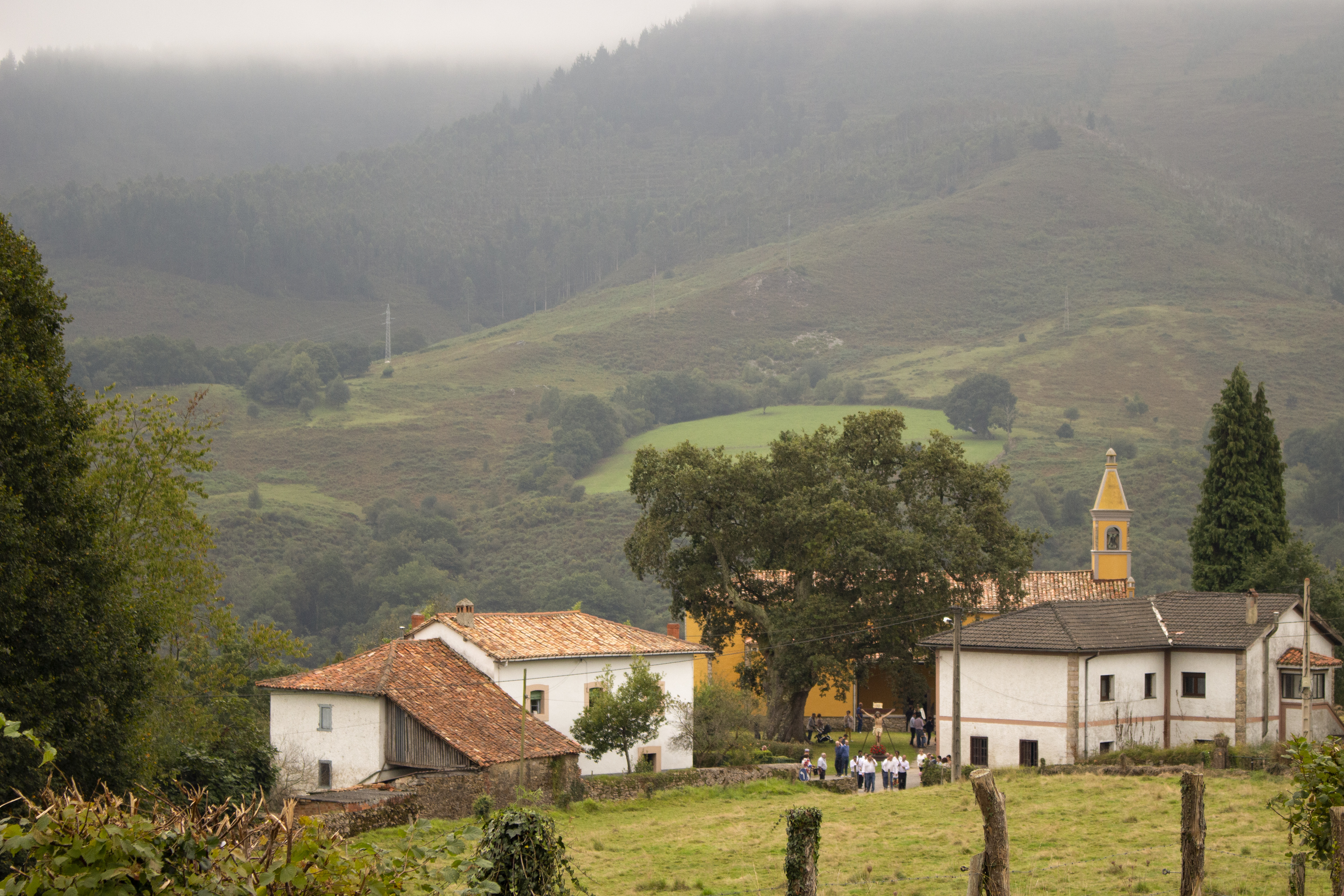
Iglesia de Coya

La iglesia de Santa Eulalia de Coya es un templo de la parroquia homónima en el concejo asturiano de Piloña, España.

## Descripción
Las primeras referencias del templo románico son de 1270, en la Carta Puebla otorgada por el rey Alfonso X. Fue destruida durante la Guerra Civil, siendo reconstruida en 1940.
Su planta es de cruz latina que configura el ábside, el crucero y la nave. La cabecera es poligonal y el techo del presbiterio tiene bóveda de crucería con nervios. Cuatro arcos formeros de medio punto con impostas delimitan el crucero, que tiene bóveda de arista nervada. La fachada izquierda tiene un pórtico soportal. El hastial de la fachada se remata con una pequeña torre campanario. En entorno de la iglesia cuenta con un vetusto roble.
Celebra la fiesta sacramental el día del Corpus Christi y la Exaltación de la Santa Cruz el domingo siguiente al 14 de septiembre (fiesta del Cristo de Coaya).